# Aimé Tchétché
Aimé Tchétché (ur. 10 stycznia 1964) – iworyjski piłkarz grający na pozycji obrońcy. W swojej karierze grał w reprezentacji Wybrzeża Kości Słoniowej.

## Kariera klubowa
W swojej karierze Tchétché grał w klubach SC Gagnoa i Africa Sports National. Wraz z tym drugim wywalczył cztery mistrzostwa kraju w latach 1985, 1986, 1987 i 1988 oraz zdobył dwa Puchary Wybrzeża Kości Słoniowej w latach 1985 i 1986.

## Kariera reprezentacyjna
W reprezentacji Wybrzeża Kości Słoniowej Tchétché zadebiutował w 1984 roku. W tym samym roku powołano go do kadry na Puchar Narodów Afryki 1984. Rozegrał na nim dwa mecze grupowe: z Togo (3:0) i z Egiptem (1:2). W kadrze narodowej grał w 1984 roku.